# Rivière Petit Saguenay
Der Rivière Petit Saguenay (französisch für „Kleiner Saguenay“) ist ein Zufluss des Saguenay-Fjords in der kanadischen Provinz Québec.

## Flusslauf
Der kleine See Troisième lac des Marais im Osten der Laurentinischen Berge bildet den Ursprung des Rivière Petit Saguenay. Dieser fließt anfangs nach Norden durch die Bergseen Lac au Sable, Lac au Bouleau und Lac Emmuraillé. Danach wendet er sich nach Osten. Bei Sagard wendet er sich abrupt nach Norden und durchfließt in überwiegend nördlicher Richtung den Nordosten der MRC Charlevoix-Est und den äußersten Südosten der MRC Le Fjord-du-Saguenay. Die Route 170 verläuft auf diesem Abschnitt entlang dem Flusslauf bis nach Petit-Saguenay, wo sie nach Westen abbiegt. Der Fluss fließt noch weitere 3 km nach Norden bis zum Südufer des Saguenay-Fjords – etwa 35 km oberhalb dessen Mündung in das Sankt-Lorenz-Strom-Ästuar.
Der Rivière Petit Saguenay hat eine Länge von 77 km. Er entwässert ein Areal von 816 km². Sein mittlerer Abfluss beträgt 17 m³/s.
Der Rivière Petit Saguenay ist als Lachs-Fluss bekannt.